# 新次元遊戲 戰機少女VII
《新次元遊戲 戰機少女VII》為Idea Factory和Compile Heart於2015年4月23日所發售的PlayStation 4用角色扮演遊戲。人物設計及原畫由插畫家Tsunako擔任。是为戰機少女系列的第四部正篇。
在以下項目中，有出現許多與真實世界的企業名稱和遊戲名稱相同的名詞，在以下項目會另做遊戲中登場各名詞的說明。

## 译名问题
因“VII”在罗马数字中表示数字“7”，有人误以为该作读作“新次元遊戲 戰機少女7”。但实际在游戏开始界面的角色声音及欧美版本解释都谈到“VII”实际上是“Victory II”（胜利2，即前作神次元游戏 海王星V的续作），故应读为“新次元遊戲 戰機少女V2”。同样的问题也出现在前作神次元游戏 海王星V中。

## 主題曲

### 原版
片頭曲
「相对性VISION（相対性VISION）」
作曲、作詞：志倉千代丸，編曲：MACARONI☆，主唱：nao
片尾曲
「迈向未来的决心（未来へのリゾルブ）」
作詞、主唱：彩音，作曲：ミヤハラ信哉、編曲：Heigo Tani(Wall5)

#### 零次元篇
片頭曲

作詞：青Yりんご，作曲：鈴木裕明(SUPA LOVE)，編曲：賀佐泰洋(SUPA LOVE)，主唱：天王星涡芽（钿女、吴子梅）（CV:本多真梨子）

#### 超次元篇
片頭曲

作詞：青Yりんご，作曲、編曲：悠木真一，主唱：涅普迪努(CV:田中理恵)&諾娃(CV:今井麻美)&布蘭(CV:阿澄佳奈)&贝露(CV:佐藤利奈)

#### 新次元篇
片頭曲
「妄想Katharsis」
作詞：青Yりんご，作曲：SHIKI，編曲：Yocke，主唱：天王星涡芽（钿女）(CV:本多真梨子)&涅普迪努(CV:田中理恵)

### VIIR
片頭曲
「Starting Days!!」
作詞：出口陽，作曲：宮崎まゆ，編曲：Johnny.k，主唱：aki

作詞：青Ｙりんご，作曲：岡田誉也，編曲：悠木真一，主唱：亞咲花

## 腳註

## 外部連結
- （日語）新次元遊戲 戰機少女VII日本官方網站 （页面存档备份，存于）
- （英文）新次元遊戲 戰機少女VII欧美官方網站 （页面存档备份，存于）
- （日語）新次元遊戲 戰機少女VIIR日本官方網站 （页面存档备份，存于）
- （英文）新次元遊戲 戰機少女VIIR欧美官方網站 （页面存档备份，存于）
- 新次元遊戲 戰機少女VII steam頁面 （页面存档备份，存于）